# Lucero Soto
Lucero Soto (* 1948; verheiratete Lucero Peniche) ist eine mexikanische Badmintonspielerin. 

## Karriere
Lucero Soto wurde 1964 erstmals nationale Meisterin in Mexiko. 1966, 1968 und 1969 folgten weitere Titelgewinne. 1966 und 1968 siegte sie bei den Mexico International.

## Sportliche Erfolge
| Saison | Veranstaltung              | Disziplin   | Platz | Name                           |
| ------ | -------------------------- | ----------- | ----- | ------------------------------ |
| 1964   | Mexikanische Meisterschaft | Dameneinzel | 1     | Lucero Soto                    |
| 1966   | Mexikanische Meisterschaft | Mixed       | 1     | Antonio Rangel / Lucero Soto   |
| 1966   | Mexikanische Meisterschaft | Damendoppel | 1     | Angelina Cazorla / Lucero Soto |
| 1968   | Mexikanische Meisterschaft | Mixed       | 1     | Guillermo Allier / Lucero Soto |
| 1968   | Mexikanische Meisterschaft | Damendoppel | 1     | Carolina Allier / Lucero Soto  |
| 1969   | Mexikanische Meisterschaft | Mixed       | 1     | Guillermo Allier / Lucero Soto |
| 1969   | Mexikanische Meisterschaft | Damendoppel | 1     | Carolina Allier / Lucero Soto  |